# Klaxons
Klaxons je londýnská hudební skupina zastupující nově vzniklý žánr new rave. Ačkoli existují teprve od roku 2005 a vydali pouze dvě studiová alba, řadí se mezi nejostřeji sledované britské kapely. Navíc už stihli posbírat řadu ocenění - debut Myths of the Near Future vyhrál Mercury Prize, na NME Awards se stali objevem roku. A časopis NME označil singl „Golden Skans" za nejlepší singl roku 2007, stejně tak i album Myths of the Near Future.

## Historie

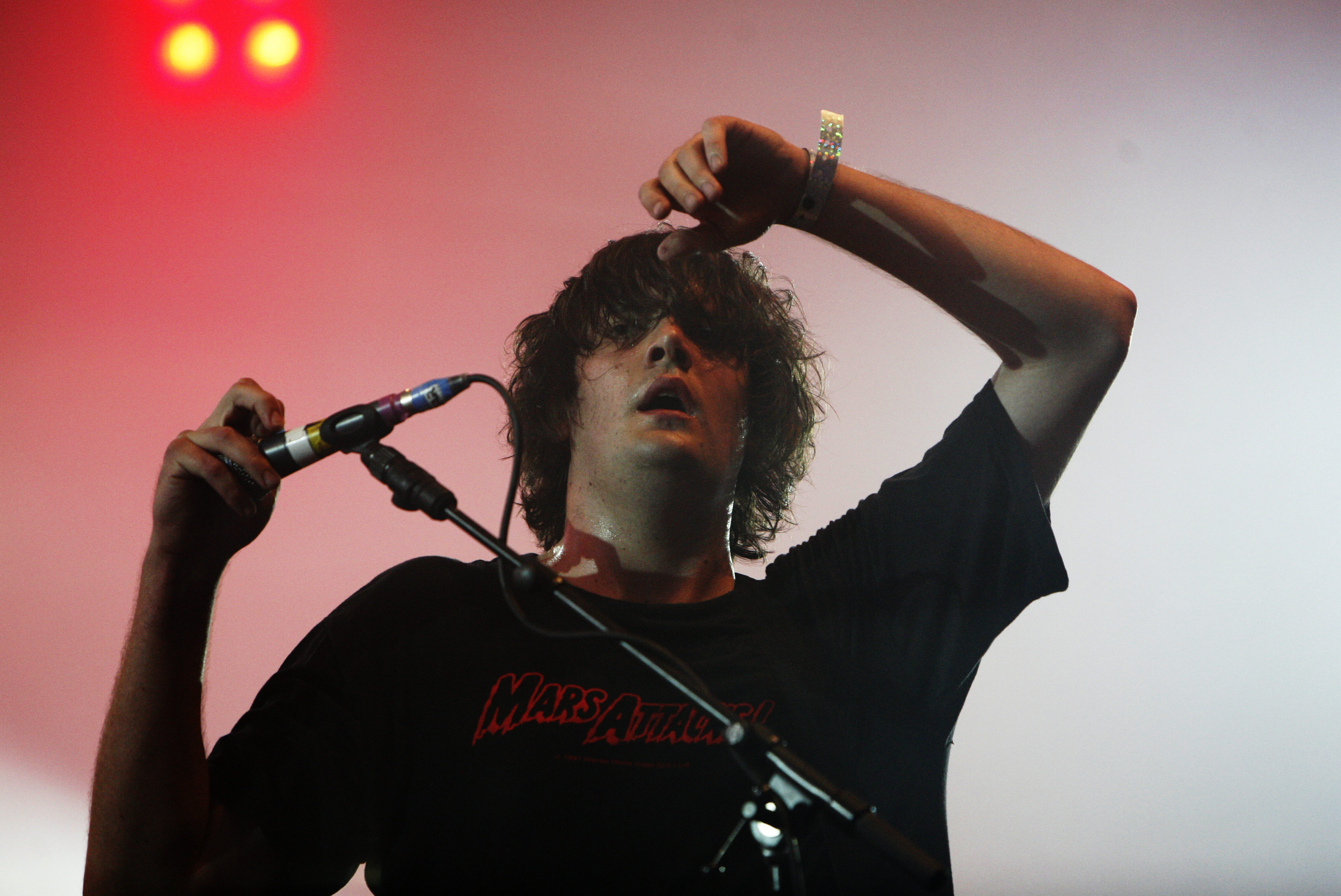
Zpěvák Jamie Reynolds v roce 2007.

Náklonnost médií si kapela získala už EP Xan Valleys, jež vyšlo v roce 2006. Objevily se na něm remixy od Van She a Crystal Castles a též tři písně, které vyšly na desce Myths of the Near Future („4 Horsemen of 2012“, „Gravity's Rainbow" a „Atlantis to Interzone"). Klaxons samozřejmě nejsou jediní průkopníci žánru new rave. S nimi se vylíhla celá snůška kapel jako Shitdisco, New Young Pony Club nebo Datarock, na debut žádné z nich se ale nečekalo s takovou nervozitou jako na album Myths of the Near Future.
„Přišlo nám jako dobrý vtip vynalézt vlastní styl a stát se jeho lídry. A přesně to se i stalo," směje se Simon Taylor, kytarista Klaxons, kteří naplnili slova „vynálezce" Sex Pistols Malcolma McLarena - když chceš uspět v pop music, založ vlastní scénu.
S napětím očekávaná deska vyšla 29. ledna 2007 a způsobila značný rozruch nejen 2. místem v britské albové hitparádě. Klaxons v ní navazují na kapely 90. let jako EMF a Carter USM - míchají kytarovky a taneční hudbu, avšak naprosto novým a nevšedním způsobem. Sami definovali žánr new rave, zřejmě jedinou opravdu mocnou hudební vlnu roku 2007, a zároveň stali jeho hlavními hvězdami. Deska byla oceněna prestižní Mercury Prize, Klaxons za sebou nechali např. Arctic Monkeys nebo Amy Winehouse. „Nikdo z nás ještě pořád nepobral, co všechno se během roku 2007 stalo. Začalo to jako vtip a kde jsme teď!", říká za kapelu Simon Taylor.
28. února 2008 koncertovali společně s Bloc Party, Kaiser Chiefs, The Cribs a Manic Street Preachers na NME Awards. Z londýnské O2 Areny si odnesli ocenění za nejlepší desku roku. Nyní pracují na albové dvojce, která by prý měla být velmi výjimečná. „Velmi rychle nás věci přestanou bavit, proto chceme, aby nová deska byla něčím úplně jiným", nechal se slyšel Jamie Reynolds.

## Diskografie

### Studiová alba
- 2007 - Myths of the Near Future
- 2010 - Surfing The Void

### Kompilace
- 2007 - A Bugged Out Mix By Klaxons

### EP
- 2006 - Xan Valleys

### Singly
- 2006 - „Gravity's Rainbow
- 2006 - „Atlantis to Interzone"
- 2006 - „Magick"
- 2007 - „Golden Skans"
- 2007 - „Gravity's Rainbow" (2. nahrávka)
- 2007 - „It's Not Over Yet"
- 2007 - „As Above, So Below"

## Ocenění
- 2007 NME Awards: nejlepší nová kapela

- 2007 Mercury Music Prize: Myths of the Near Future

- 2007 XFM: Live Breakthrough Act

- 2008 NME Awards : "Myths of the Near Future" - Nejlepší album

- 2008 Novello Awards Ivor: "Golden Skans" - Nejlepší současná skladba (nominace)

- 2008 NME Awards USA: "Golden Skans" - Nejlepší mezinárodní skladba